# Sumbawa Besar
Sumbawa Besar este un oraș din Indonezia. În 2010 avea 56.337 de locuitori.